# طاقة الرياح في المملكة المتحدة

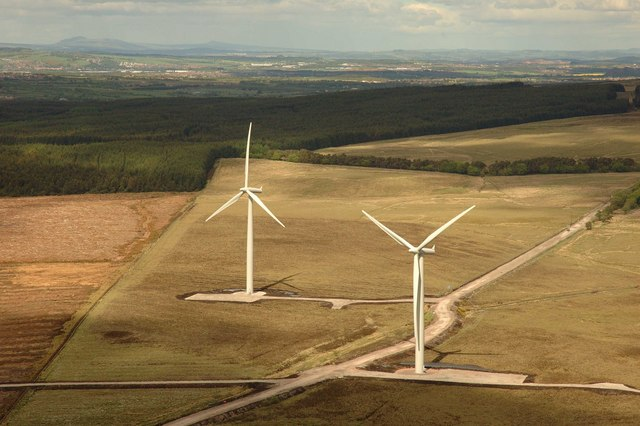

تتمتع المملكة المتحدة بواحدة من أفضل المواقع لطاقة الرياح في العالم، وتعتبر الأفضل في أوروبا. ساهمت طاقة الرياح بنسبة 18% من توليد الكهرباء في المملكة المتحدة في عام 2018. تمتاز طاقة الرياح البرية بأقل كلفة كهرباء بحسب مصدر الطاقة المولدة منه لكل ميغاواط ساعي بالنسبة لتقنيات توليد الكهرباء في المملكة المتحدة، وهذا مع تطبيق «تسعير الكربون» على تقنيات التوليد. في عام 2016، تفوقت طاقة الرياح على الفحم في توليد الكهرباء في المملكة المتحدة، وفي الربع الأول من عام 2018، تفوقت على توليد الطاقة النووية لأول مرة.
توفر طاقة الرياح نسبة متزايدة من الكهرباء في المملكة المتحدة، وبحلول نهاية نوفمبر 2019، أصبحت تحتوي على نحو 10,213 عنفة رياح بسعة إجمالية فعلية تزيد عن 22 غيغاواط: 13,517 ميغاواط من الطاقة البرية و8,483 ميغاواط من الطاقة البحرية، ما جعل المملكة المتحدة في هذا الوقت تحتل المركز السادس كأكبر منتج لطاقة الرياح في العالم. أظهر استطلاع الرأي العام في عام 2012 دعمًا قويًا لطاقة الرياح في المملكة المتحدة، إذ وافق ما يقرب من ثلاثة أرباع السكان على استخدامها، حتى بالنسبة للأشخاص الذين يعيشون بالقرب من عنفات الرياح البرية. تعهدت حكومة المملكة المتحدة بإنتاج 30 غيغاواط من سعة الطاقة البحرية الفعلية بحلول عام 2030، وبذلك يصل إجمالي طاقة الرياح في المملكة المتحدة إلى أكثر من 40 غيغاواط، إذ تراوح الطلب على الكهرباء في المملكة المتحدة إلى ما بين 30 و40 غيغاواط في عام 2019.
من خلال «الالتزام بالطاقة المتجددة»، أصبحت شركات الكهرباء البريطانية ملزمة الآن بموجب القانون أن تقدم نسبة من مبيعاتها من خلال مصادر طاقة متجددة مثل طاقة الرياح أو أن تدفع غرامة. ثم يتلقى الملتزمون شهادة الالتزام بالطاقة المتجددة لكل ميغاواط ساعي من الكهرباء اشتروه. تعد طاقة الرياح داخل المملكة المتحدة أكبر مصدر للكهرباء المتجددة، وثاني أكبر مصدر للطاقة المتجددة بعد الكتلة الحيوية «الوقود الحيوي».
رفعت طاقة الرياح تكاليف الكهرباء قليلًا بشكل عام. في عام 2015، قُدّر أن استخدام طاقة الرياح في المملكة المتحدة قد أضاف 18 جنيهًا إسترلينيًا إلى متوسط فاتورة الكهرباء السنوية. كانت هذه هي التكلفة الإضافية للمستهلكين لاستخدام الرياح لتوليد نحو 9.3% من المجموع الكلي السنوي، نحو 2 جنيه إسترليني لكل 1%. وبما أن طاقة الرياح البحرية أغلى بكثير من طاقة الرياح البرية، فقد ارتفعت التكاليف.
كانت تكلفة مشاريع طاقة الرياح البحرية المنجزة في 2012-2014 تبلغ 131 جنيهًا إسترلينيًا/ميغاواط ساعي مقارنة بالتكلفة الكلية التي تتراوح بين 40 إلى 50 جنيهًا إسترلينيًا/ميغاواط ساعي. في عام 2017، ذكرت صحيفة فاينانشال تايمز أن تكاليف طاقة الرياح البحرية الجديدة قد انخفضت بنسبة الثلث تقريبًا على مدار أربع سنوات، إلى ما متوسطه 97 جنيهًا إسترلينيًا/ميغاواط ساعي، وهو ما يحقق هدف الحكومة بمبلغ 100 جنيه إسترليني/ميغاواط ساعي قبل أربع سنوات. وفي وقت لاحق من عام 2017، قُدم عرضان لإنشاء مزارع رياح بحرية بتكلفة 57.50 جنيه إسترليني/ميغاواط ساعي بحلول 2022-23. في جولة عقود الفَرْق لعام 2019، سوف يضاف نحو 6 غيغاواط من الطاقة النظيفة إلى الشبكة بحلول عام 2025 بسعر نحو 47 جنيهًا إسترلينيًا/ميغاواط ساعي على أسعار عام 2019؛ وقد قدمت الجولة الأولى أسعارًا أقل من تكاليف التوليد الحالية.

## نبذة تاريخية

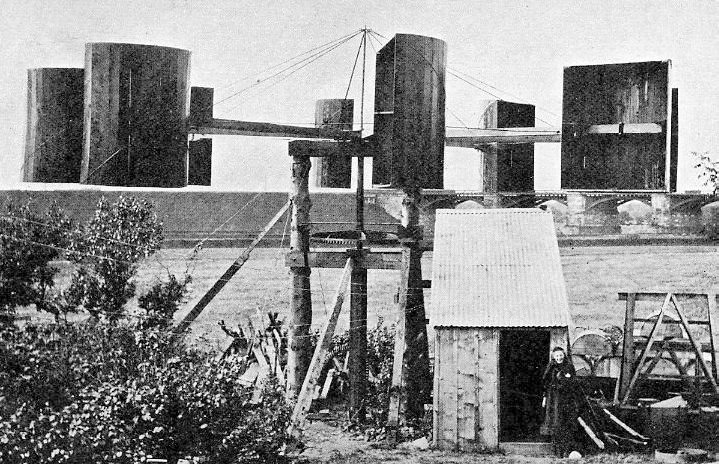
صورةٌ ملتقطةٌ عام 1891 لعنفة جيمس بليث المستخدمَة لتوليد الكهرباء.

كانت أولى عنفات الريح المولدة للكهرباء في العالم عبارة عن آلة تعمل بشحن البطاريات، وقد رُكبت في يوليو 1887 من قبل الأكاديمي الإسكتلندي جيمس بليث لإضاءة منزل العطلات الخاص به في ماريكيرك، اسكتلندا. في عام 1951، أُنشئت أول مؤسسة عنفات رياح مرتبطة بشبكة تعمل في المملكة المتحدة من قبل جون بروان وكومباني في جزر أوركني. في سبعينيات القرن العشرين، اقتُرح توليد الرياح على نطاق صناعي لأول مرة كمصدر للكهرباء في المملكة المتحدة؛ قُدرت إمكانات العمل الأعلى للرياح البحرية بتكلفة رأس مال تتراوح بين 150 و250 جنيهًا إسترلينيًا لكل كيلوواط.
في عام 2007، وافقت حكومة المملكة المتحدة على هدف شامل للاتحاد الأوروبي بتوليد 20% من إمدادات الطاقة في الاتحاد الأوروبي من مصادر متجددة بحلول عام 2020. مُنحت كل دولة في الاتحاد الأوروبي هدفها المخصص: بالنسبة للمملكة المتحدة، فهو 15%. أُضفي الطابع الرسمي على هذا في يناير 2009، مع مرور توجيهات الاتحاد الأوروبي للطاقة المتجددة. نظرًا إلى أن الحرارة المتجددة وإنتاج الوقود المتجدد في المملكة المتحدة في أدنى المستويات، تقدّر الطاقة المتجددة في المملكة المتحدة أن هذا سيتطلب توليد 35-40% من الكهرباء في المملكة المتحدة من مصادر متجددة بحلول ذلك التاريخ لتقابل 33-35 غيغاواط من إجمالي طاقة الرياح الفعلية.
في ديسمبر 2007، أعلنت الحكومة عن خطط لتوسيع طاقة الرياح في المملكة المتحدة، من خلال إجراء تقييم بيئي استراتيجي يصل إلى قيمة 25 غيغاواط من المواقع البحرية لمزارع الرياح استعدادًا لجولة جديدة من التطوير. هذه المواقع المقترحة هي إضافة لقيمة 8 غيغاواط من المواقع الممنوحة بالفعل في الجولتين السابقتين من مخصصات الموقع، الجولة الأولى في عام 2001، والجولة الثانية في عام 2003. ومن المقدر أن تؤدي هذه المعطيات إلى بناء أكثر من 7,000 عنفة رياح بحرية.
في عام 2010، تم توليد نحو 653 ميغاواط من الرياح البحرية. وأُنجزت في العام التالي 2011 مزرعة رياح بحرية واحدة، وهي المرحلة الأولى من مزرعة الرياح «والني»، بقدرة 183 ميغاواط. في 28 ديسمبر 2011، سجلت طاقة الرياح مساهمة قياسية في طلب المملكة المتحدة على الكهرباء بنسبة 12.2%.
كان عام 2012 عامًا مهمًا بالنسبة لصناعة الرياح البحرية، إذ أصبحت 4 مزارع رياح كبيرة تعمل بقدرة إنتاجية تبلغ 1.1 غيغاواط. في الفترة بين يوليو 2012 ويونيو 2013، أُنشئت مزارع رياح بحرية بسعة 1,463 ميغاواط، ولأول مرة تنمو أسرع من الرياح البرية التي نمت بمقدار 1,258 ميغاواط. استمرت صناعة الرياح البحرية بالتطور في عام 2013 مع ما كان في السابق أكبر مزرعة للرياح في العالم، وهي «لندن أري»، التي أصبحت تعمل بأكثر من 630 ميغاواط من القدرة على توليد الطاقة.
في عام 2013، تم توليد 27.4 تيراواط ساعي من الطاقة بواسطة الرياح، ما ساهم بنسبة 8.7% من متطلبات الكهرباء في المملكة المتحدة.
في 1 أغسطس 2013، افتتح نائب رئيس الوزراء نك كليغ مزرعة لينز للرياح البحرية، إذ دخلت الخدمة بإجمالي طاقة رياح تجاوزت 10 غيغاواط من القدرة الفعلية.
في عام 2014، تم توليد 28.1 تيراواط من الطاقة من طاقة الرياح (بمعدل 3.2 غيغاواط، نحو 24% من القدرة الفعلية البالغة 13.5 غيغاواط في ذلك الوقت)، ما ساهم بنسبة 9.3% من متطلبات الكهرباء في المملكة المتحدة. وفي نفس العام، أعلنت شركة سيمنز عن خطط لبناء منشأة تبلغ تكلفتها 310 ملايين جنيه إسترليني (264 مليون دولار) لتصنيع عنفات الرياح البحرية في بول بإنجلترا، مع زيادة طاقة الرياح البريطانية بسرعة. اختارت شركة سيمنز منطقة هال على الساحل الشرقي لإنجلترا لكونها قريبة من المشاريع الخارجية الكبيرة الأخرى المخطط لها في السنوات المقبلة. بدأ المصنع الجديد في إنتاج شفرات العنفات الدوارة في ديسمبر 2016. وسوف يوظف المصنع ومركز الخدمة المرتبط به في غرين بورت هال القريب نحو 1000 عامل.
في عام 2015، تم توليد 40.4 تيراواط ساعي من الطاقة بواسطة طاقة الرياح، إذ سُجل الرقم الفصلي للتوليد في فترة الأشهر الثلاثة من أكتوبر إلى ديسمبر 2015، مع تلبية 13% من الطلب على الكهرباء في البلاد عن طريق الرياح. شهد عام 2015 أيضًا توفير 1.2 غيغاواط من الطاقة الجديدة للرياح، بزيادة قدرها 9.6% من إجمالي القدرة الفعلية في المملكة المتحدة. وقد أُطلقت ثلاثة مزارع رياح بحرية كبيرة في عام 2015، وهي غوينت واي مور (السعة الأعلى 576 ميغاواط)، وهامبر غيتواي (219 ميغاواط)، وويسترموست راف (210 ميغاواط).
في عام 2016، توقع الرئيس التنفيذي لشركة دونغ إنيرجي (المعروفة الآن باسم أورستد إيه/إس)، وهي أكبر مشغل للرياح في المملكة المتحدة، أن طاقة الرياح يمكن أن توفر أكثر من نصف الطلب على الكهرباء في المملكة المتحدة في المستقبل. وأشار إلى انخفاض تكلفة الطاقة الخضراء كدليل على أن الرياح والطاقة الشمسية يمكن أن تحل محل الوقود الأحفوري بشكل أسرع من المتوقع.